# El Partido del Siglo
Se conoce como «El partido del siglo» (en italiano: Partita del Secolo; en alemán: Jahrhundertspiel) al encuentro entre las selecciones de Italia y Alemania Federal por la semifinal de la Copa Mundial de Fútbol de 1970. Es considerado por diversos medios especializados y personas vinculadas al mundo del fútbol como uno de los partidos más emocionantes del siglo XX. Tuvo lugar el miércoles 17 de junio de 1970 en el Estadio Azteca de la Ciudad de México. Italia ganó por un resultado de 4-3, después de que cinco goles fueran anotados en la prórroga, siendo el único partido en toda la historia de la Copa Mundial en el que esto ha sucedido.

## Desarrollo del encuentro

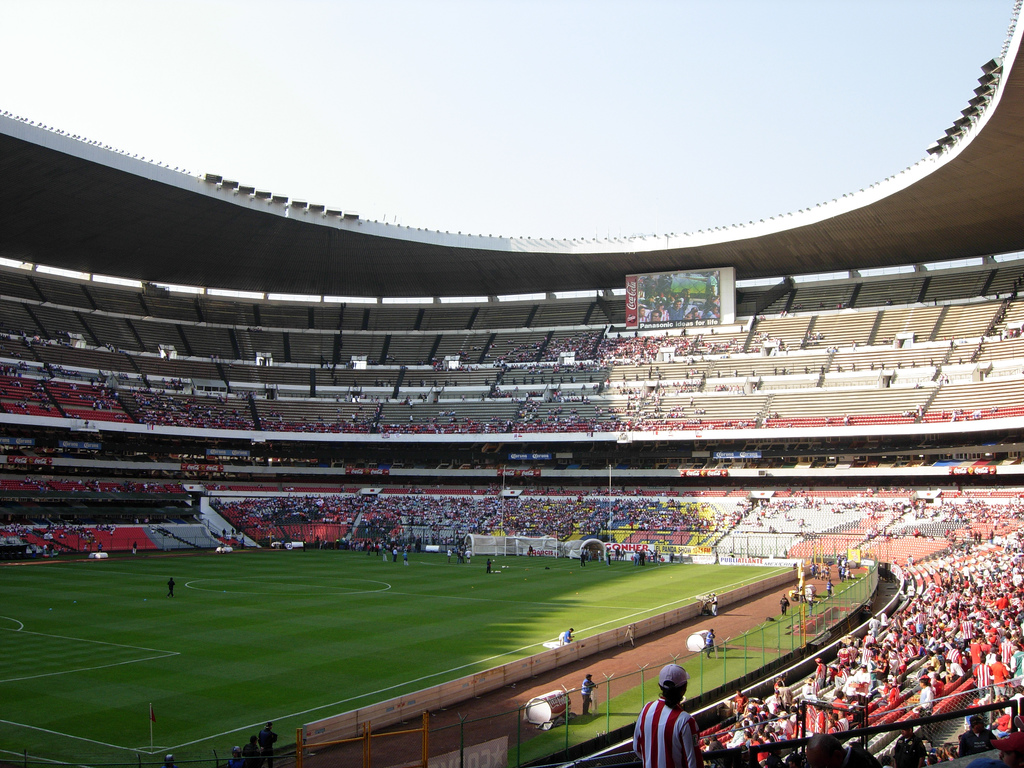
El Estadio Azteca, sede del partido.

Italia se puso en ventaja tempranamente con gol de Roberto Boninsegna en el minuto 8. Los italianos controlaron gran parte del encuentro; sin embargo, en el minuto 90 el defensa Karl-Heinz Schnellinger marcó el empate para Alemania Federal. Los alemanes estaban eufóricos con el empate a última hora y Ernst Huberty, comentarista de aquel país, exclamó: "Schnellinger, de todas las personas!", debido a que el futbolista no sólo defendía los colores del equipo germano, sino que también había jugado con gran éxito en varios clubes de la Serie A italiana como Mantova, Roma y Milan (en este último militaba al momento del cotejo mundialista). Fue su primer y único gol en 47 partidos con la selección nacional alemana.
Después de que el segundo tiempo terminara con el marcador igualado 1-1, se inició el tiempo extra, en el cual el partido se convirtió en una verdadera batalla de resistencia para ambos cuadros. A falta de cambios (ambos seleccionados habían realizado ya sus dos respectivas sustituciones), Franz Beckenbauer dejó una imagen impactante para la historia de las Copas del Mundo, jugando con el brazo dislocado, totalmente pegado al cuerpo con vendas demostrando su compromiso con la «Nationalmannschaft».
En el alargue, los alemanes se pusieron al frente gracias a una anotación de Gerd Müller en el minuto 94. Sin embargo, el marcador volvió a revertirse, ya que Tarcisio Burgnich, en el minuto 98, y Luigi Riva, en el minuto 104, dejaron el marcador 3-2 en favor de «la Azurra». Alemania logró empatar nuevamente el encuentro en la segunda parte de la prórroga, con un nuevo gol de Gerd Müller en el minuto 110. Sin embargo, Gianni Rivera marcó el tanto decisivo para los italianos apenas un minuto después, al conectar un cruce bien hecho por Boninsegna. De esta forma, Italia se llevó la victoria por 4-3 y accedió a la final, en la que enfrentó a Brasil.

### Reporte
| 1  | POR | Enrico Albertosi     |         |  |
| 2  | DEF | Tarcisio Burgnich    |         |  |
| 3  | DEF | Giacinto Facchetti   | Capitán |  |
| 5  | DEF | Pierluigi Cera       |         |  |
| 8  | DEF | Roberto Rosato       | 91'     |  |
| 10 | MED | Mario Bertini        |         |  |
| 15 | MED | Sandro Mazzola       | 46'     |  |
| 16 | MED | Giancarlo De Sisti   |         |  |
| 13 | MED | Angelo Domenghini    |         |  |
| 20 | DEL | Roberto Boninsegna   |         |  |
| 11 | DEL | Luigi Riva           |         |  |
| DT | DT  | Ferruccio Valcareggi |         |  |

| 1  | POR | Sepp Maier              |         |  |
| 7  | DEF | Berti Vogts             |         |  |
| 15 | DEF | Bernd Patzke            | 66'     |  |
| 5  | DEF | Willi Schulz            |         |  |
| 3  | DEF | Karl-Heinz Schnellinger |         |  |
| 4  | MED | Franz Beckenbauer       |         |  |
| 12 | MED | Wolfgang Overath        |         |  |
| 20 | MED | Jürgen Grabowski        |         |  |
| 9  | MED | Uwe Seeler              | Capitán |  |
| 13 | DEL | Gerd Müller             |         |  |
| 17 | DEL | Hannes Löhr             | 52'     |  |
| DT | DT  | Helmut Schön            |         |  |

| 14 | DEF | Gianni Rivera    | 46' |
| 4  | MED | Fabrizio Poletti | 91' |

| 14 | DEL | Reinhard Libuda | 52' |
| 10 | DEL | Sigfried Held   | 66' |

|  | 8'   | Roberto Boninsegna | 1-0 |
|  | 98'  | Tarcisio Burgnich  | 2-2 |
|  | 104' | Luigi Riva         | 3-2 |
|  | 111' | Gianni Rivera      | 4-3 |

|  | 90'  | Karl-Heinz Schnellinger | 1-1 |
|  | 94'  | Gerd Müller             | 1-2 |
|  | 110' | Gerd Müller             | 3-3 |

|  | Roberto Rosato     |
|  | Giancarlo De Sisti |
|  | Angelo Domenghini  |

|  | Gerd Müller      |
|  | Wolfgang Overath |

|  |

| Árbitro             | Arturo Yamasaki     |
| Árbitros asistentes | Rafael Hormazábal   |
| Árbitros asistentes | Guillermo Velásquez |

| 1  | POR | Enrico Albertosi     |         |  |
| 2  | DEF | Tarcisio Burgnich    |         |  |
| 3  | DEF | Giacinto Facchetti   | Capitán |  |
| 5  | DEF | Pierluigi Cera       |         |  |
| 8  | DEF | Roberto Rosato       | 91'     |  |
| 10 | MED | Mario Bertini        |         |  |
| 15 | MED | Sandro Mazzola       | 46'     |  |
| 16 | MED | Giancarlo De Sisti   |         |  |
| 13 | MED | Angelo Domenghini    |         |  |
| 20 | DEL | Roberto Boninsegna   |         |  |
| 11 | DEL | Luigi Riva           |         |  |
| DT | DT  | Ferruccio Valcareggi |         |  |

| 1  | POR | Sepp Maier              |         |  |
| 7  | DEF | Berti Vogts             |         |  |
| 15 | DEF | Bernd Patzke            | 66'     |  |
| 5  | DEF | Willi Schulz            |         |  |
| 3  | DEF | Karl-Heinz Schnellinger |         |  |
| 4  | MED | Franz Beckenbauer       |         |  |
| 12 | MED | Wolfgang Overath        |         |  |
| 20 | MED | Jürgen Grabowski        |         |  |
| 9  | MED | Uwe Seeler              | Capitán |  |
| 13 | DEL | Gerd Müller             |         |  |
| 17 | DEL | Hannes Löhr             | 52'     |  |
| DT | DT  | Helmut Schön            |         |  |

| 14 | DEF | Gianni Rivera    | 46' |
| 4  | MED | Fabrizio Poletti | 91' |

| 14 | DEL | Reinhard Libuda | 52' |
| 10 | DEL | Sigfried Held   | 66' |

|  | 8'   | Roberto Boninsegna | 1-0 |
|  | 98'  | Tarcisio Burgnich  | 2-2 |
|  | 104' | Luigi Riva         | 3-2 |
|  | 111' | Gianni Rivera      | 4-3 |

|  | 90'  | Karl-Heinz Schnellinger | 1-1 |
|  | 94'  | Gerd Müller             | 1-2 |
|  | 110' | Gerd Müller             | 3-3 |

|  | Roberto Rosato     |
|  | Giancarlo De Sisti |
|  | Angelo Domenghini  |

|  | Gerd Müller      |
|  | Wolfgang Overath |

|  |

| Árbitro             | Arturo Yamasaki     |
| Árbitros asistentes | Rafael Hormazábal   |
| Árbitros asistentes | Guillermo Velásquez |

## Consecuencias

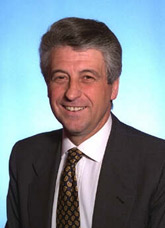
Gianni Rivera anotó el gol con que Italia alcanzó la victoria.

El excesivo esfuerzo hecho por los italianos en busca de ganar el reñido partido resultó ser su perdición, ya que el equipo quedó con una gran carga de estrés mental y agotado físicamente. La excesiva duración del partido y el hecho de jugar a más de 2000 metros de altura repercutieron significativamente y de forma negativa en los futbolistas, e Italia no pudo recuperarse completamente para enfrentar la final ante Brasil, que lo superó ampliamente por 4-1.

## Placa conmemorativa
El estadio Azteca tiene una placa conmemorativa de este partido, que tiene grabada en mayúsculas la siguiente frase:

El estadio Azteca, rinde homenaje a las selecciones de:

Italia (4) y Alemania (3) protagonistas en el Mundial de 1970, del "Partido del Siglo".
17 de junio de 1970.

## Uso alternativo del término
Otros encuentros deportivos han sido también denominados como «el partido del siglo». Por ejemplo, en los últimos años del siglo XX y primeros del XXI se calificó de este modo al partido entre el Real Madrid Club de Fútbol y el Fútbol Club Barcelona, siendo, en este caso, una hipérbole del término «El Clásico», por el que es conocido dicho encuentro,
Recientemente también se adoptó este término para la final disputada entre las selecciones de Argentina y Francia por la Copa Mundial de la FIFA 2022, el cual los primeros se llevaron la victoria y el trofeo.

## «El partido del siglo» en la actualidad
Pese a tratarse de un encuentro con más de 50 años de antigüedad, continúa siendo considerado uno de los partidos más memorables en la historia del balompié, manteniéndose grabada en la memoria colectiva de los aficionados al fútbol.
El deceso de las leyendas alemanas, Gerd Müller en 2021, y Franz Beckenbauer en 2024, líderes de aquel histórico combinado germano, recordó entre los aficionados al fútbol su mítica participación en la Copa Mundial de la FIFA 1970, así como el épico encuentro entre los combinados europeos en el próximamente «tres veces mundialista», Estadio Azteca.